# Colestipol
Colestipol é um sequestrador de ácidos biliares. Ele atua no intestino promovendo a interceptação de sais biliares, e impedindo-os de serem reabsorvidos.
Isso leva à diminuição da recirculação entero-hepática de sais biliares, aumento da síntese de novos sais biliares pelo fígado, diminuição do colesterol, aumento da expressão do receptor de LDL, e diminuindo o LDL no sangue.